# Glaucopsyche piasus
Glaucopsyche piasus är en fjärilsart som beskrevs av Jean Baptiste Boisduval 1852. Glaucopsyche piasus ingår i släktet Glaucopsyche och familjen juvelvingar. Inga underarter finns listade i Catalogue of Life.

## Bildgalleri

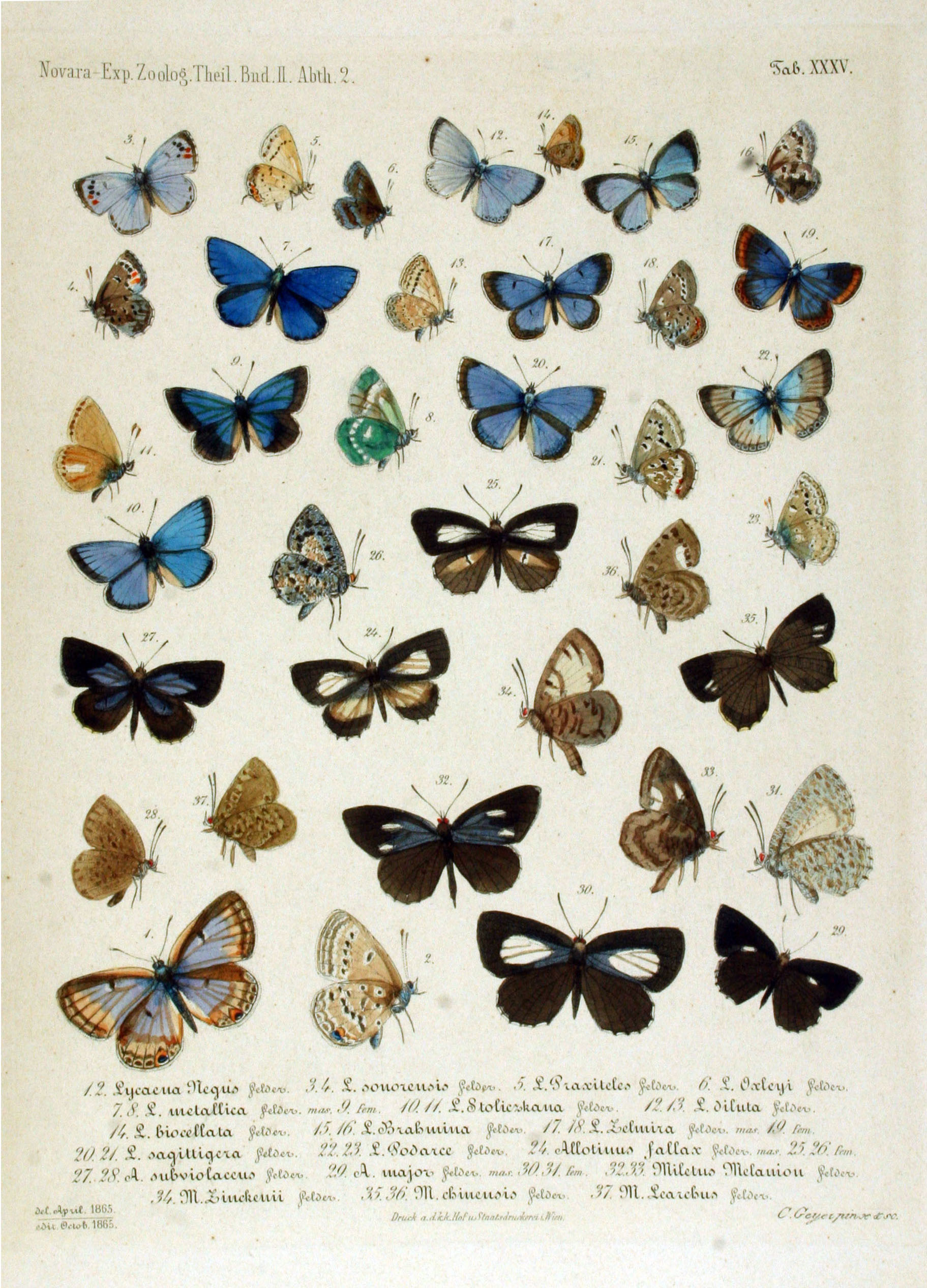